# Kuwata Band
KUWATA BAND （クワタバンド）Es una banda de J-pop y J-Rock formada en la década de los 80's.

## Biografía
El músico keisuke kuwata, de la banda Southern All Stars, es partícipe del proyecto, sin embargo el líder de esta banda es Norio Konno (percusión).sus singles destacables son "BAN BAN BAN", "スキップ・ビート (SKIPPED BEAT)", "ONE DAY" y "MERRY X'MAS IN SUMMER". Debido a que la banda se formó como un proyecto alternativo, estuvieron oficialmente solo un año en activo, y únicamente lanzaron un álbum, sin embargo la banda no se ha separado, realizando presentaciones cada cierto tiempo, sin utilizar ya el nombre de la banda y anexando miembros de soporte.

## Álbum
- NIPPON NO ROCK BAND (14 de julio de 1986)

## Álbum en vivo
- ROCK CONCERT (5 de diciembre de 1986)

## Reedición
- NIPPON NO ROCK BAND ROCK CONCERT (27 de junio de 1992)
- NIPPON NO ROCK BAND ROCK CONCERT (25 de junio de 2001)

## Videos
- ONE DAY KUWATA BAND〜ROCK CONCERT (TOHO STUDIO,19 de octubre de 1986)

## Sencillos
- 1- BAN BAN BAN (5 de abril de 1986)
- 2- スキップ・ビート (SKIPPED BEAT) (5 de julio de 1986)
- 3- MERRY X'MAS IN SUMMER (5 de julio de 1986)
- 4- ONE DAY (5 de noviembre de 1986)